# Португалска империя
Португалската империя (на португалски: Império Português) е първата глобална империя в историята, с територии в Южна Америка, Африка, Португалска Индия, Югоизточна Азия и Китай. Португалската империя е и най-дълго просъществувалата колониална империя в историята – приблизително 6 века – от 1415 овладявайки Сеута, до 1999 г., когато Португалия предава Макао на Китай.

## Основаване
Благоприятното географско положение на Португалия изиграва решаваща роля за развитието на търговията и мореплаването. През 12-13 век португалските пристанищни градове Лисабон и Порту, както и Коимбра и др., се превръщат в големи занаятчийски и търговски центрове.
В хода на Реконкистата, образуваното през 1095 г. графство Португалия, разширява територията си и се превръща в независимо кралство. Опирайки се на рицарството и градовете, Жуау I – основател на династията Авис, укрепва кралската власт, установява ред и стабилизира страната. Синът на Жуау Енрике създава първата школа по мореплаване и картография и ежегодно изпраща морски експедиции. Португалските колонисти откриват остров Мадейра, Азорските острови, река Сенегал в Африка, остров Ява, Сао Томе и т.н.
Жуау II (1481 – 1495) продължава експанзионната политика на Жуау I. По време на неговото управление е сключен и Договорът в Тордесиляс за подялба на колониите между Испания и Португалия.
Глобалната Португалска империя е основана от крал Мануел I (1495 – 1521), като по негово време Португалия навлиза в Златен век на географски открития, колонизация и напредък в науката и културата.

## Колониална империя
Поради малобройността на португалското население, колониалната ѝ империя се състояла основно от фактории – укрепени търговски пунктове, разположени по морските пътища на португалската империя. В началото на 16 век португалските мореплаватели стигат до Индонезия и Молукските острови, богати на най-търсените подправки в Европа – кимион, карамфил и индийско орехче. За да установят монопол над търговията с подправки, португалците превземат Молукските острови и някои важни търговски пристанища в Индийския океан.
С колонизирането на Южна Америка се открива най-голямата португалска колония – Бразилия. Колонизацията ѝ започва през 1534 г., когато португалският крал Жуау III разделя територията на дванадесет наследствени капитании, но скоро този режим започва да създава проблеми и през 1549 г. е назначен един общ генерал-губернатор на цялата колония. Португалците асимилират част от местните жители, докато други са заробени, избити при военни действия или загиват от европейски болести, към които нямат имунитет. В средата на 16 век, захарта, произвеждана от захарната тръстика, става най-важният износен продукт на Бразилия и за да се справят с нарастващото търсене в Европа, португалците започват да докарват роби от Африка, главно от Ангола.
С поредица от войни срещу французи, нидерландци и англичани, през 16 и 17 век португалците постепенно разширяват своята територия по крайбрежието, а впоследствие навлизат във вътрешността на континента. През 1680 г. те достигат на юг до брега на Ла Плата на територията на днешен Уругвай и основават там укреплението Колония дел Сакраменто, преден пост срещу испанското влияние в региона.
В края на 17 век износът на захар започва да намалява, но откриването на злато във вътрешността предотвратява икономическия упадък на колонията. От цяла Бразилия, както и от Португалия, хиляди имигранти отиват на работа в златните мини в Минас Жерайс, Мато Гросо и Гояс.
През 1808 г. португалското кралско семейство, бягащо от войските на френския император Наполеон Бонапарт, се установява в Рио де Жанейро и градът се превръща в столица на Португалската империя. Португалия и Бразилия участват в Наполеоновите войни на страната на Великобритания като временно окупират Френска Гвиана и днешен Уругвай. Важно последствие от войните е премахването на португалския монопол върху външната търговия на колонията, в резултат на което Бразилия за пръв път влиза в преки търговски отношения с други страни, главно с Великобритания. През 1815 г. регентът Жуау премахва колониалния статут на Бразилия и страната става равноправна част от Обединеното кралство Португалия, Бразилия и Алгарве. На 26 април 1821 г. крал Жуау VI се връща в Португалия, оставяйки най-големия си син Педру де Алкантара да управлява Бразилия като регент. През следващите месеци правителството в Лисабон прави опити да ограничи придобитата след 1808 г. самостоятелност на Бразилия, което предизвиква недоволството на местния елит.

## Търговия с роби
От Африка португалците купуват злато и роби, които да работят в новосъздадените захарни плантации из империята. Първите се установяват на остров Сао Томе. През 1570 г. робите на острова се вдигат на бунт и португалците създават нови плантации в Бразилия, където са откарани по-голямата част от робите. Така е поставено началото на презокеанската търговия с роби.
По времето на своя разцвет през 16 век Португалската империя не владее големи колонии (като испанците), но притежава важни търговски пунктове в Ангола, Мозамбик, островите Зелени нос, Мадейра, Азорските острови, Ормуз (Персия), Гоа и Калкута, Коломбо, Макао, Ява и др.1

## Разпад
Между 1580 и 1640 г. Португалия става младши партньор на Испания в т.нар. Иберийски съюз на двете католически страни и корони. Най-големият удар върху португалската колониална империя нанася отпадането на Бразилия от нея през 1822 година.
След Втората световна война португалският министър-председател Антонио Салазар се опитва да запази португалските колониални владения, но след Революцията на карамфилите тя безвъзвратно рухва. С предаването на Макао на Китай през 1999 г. Португалската империя престава да съществува. Бившите португалоговорещи колонии образуват Общност на португалоезичните държави.